# Фридолин Зекингенский
Фридолин Зекингенский (Фридолин Рейнский) — христианский святой.
Предположительно, по происхождению ирландец, жил в VI веке, в качестве миссионера прибыл к франкам при короле Хлодвиге I, был аббатом в Пуатье, много способствовал распространению христианства в Вогезах и в Швейцарии (он признается и теперь патроном кантона Гларуса, в гербе и флаге которого находится его изображение). С именем Фридолина легенда связывает основание многих церквей и монастырей, особенно монастыря в Зеккингене.

Согласно ЭСБЕ:

Источником для многочисленных житий Фридолина служит «Vita s. Fridolini confessoris», крайне сомнительный исторический памятник Χ в. Историческая критика XIX в. развенчала Фридолина, как «первого апостола Алеманнии».— 